# Auguste Dupont
Pierre Auguste Dupont-Auberville (Ensival (Verviers), 1827 - Brussel·les, 1890) fou un compositor i pianista belga.
Durant molts anys desenvolupà la plaça de professor de piano en el conservatori reial de Brussel·les. Entre d'altres alumnes hi va tenir el català Eduard Compta i Torres i els neerlandesos Jules ten Brink, Willem Frans Thooft. La seva ensenyança assoli ésser famosa. Va escriure gran nombre d'obres per a piano, que totes revelen la influència de l'escola moderna alemanya.

## Obres principals
- Pluie demai, estudi (Lieja, 1847)
- La pensée, (1848)
- La Sérénade, (Magúncia, 1848)
- Six contes de foyer, (Magúncia, 1852)
- Rêverie, (1852)
- Chanson des jeunes filles, (1852)
- Lamento, poesia elegiaca (1853)
- Mazurca et Balade, (1853)
- Tremolo staccato, (Bonn, 1853)
- Le mouvement perpétuel, (1853)
- Marche et scène druidique, (1853)
- Concerto-symphonie, per a piano i orquestra (1857), etc.